# 细五角瓜参
细五角瓜参（学名：Leptopentacta imbricata）为瓜参科细五角瓜参属的动物。分布于马尔代夫、斯里兰卡、孟加拉湾、印度尼西亚、菲律宾以及中国大陆的浙江到海南岛等地，常生活于沿岸浅海沙底以及水深6-54m。该物种的模式产地在菲律宾。